# Balacra stigmatica
Balacra stigmatica är en fjärilsart som beskrevs av Karl Grünberg 1907. Balacra stigmatica ingår i släktet Balacra och familjen björnspinnare. Inga underarter finns listade i Catalogue of Life.